# Palacio de Deportes Yubileyniy

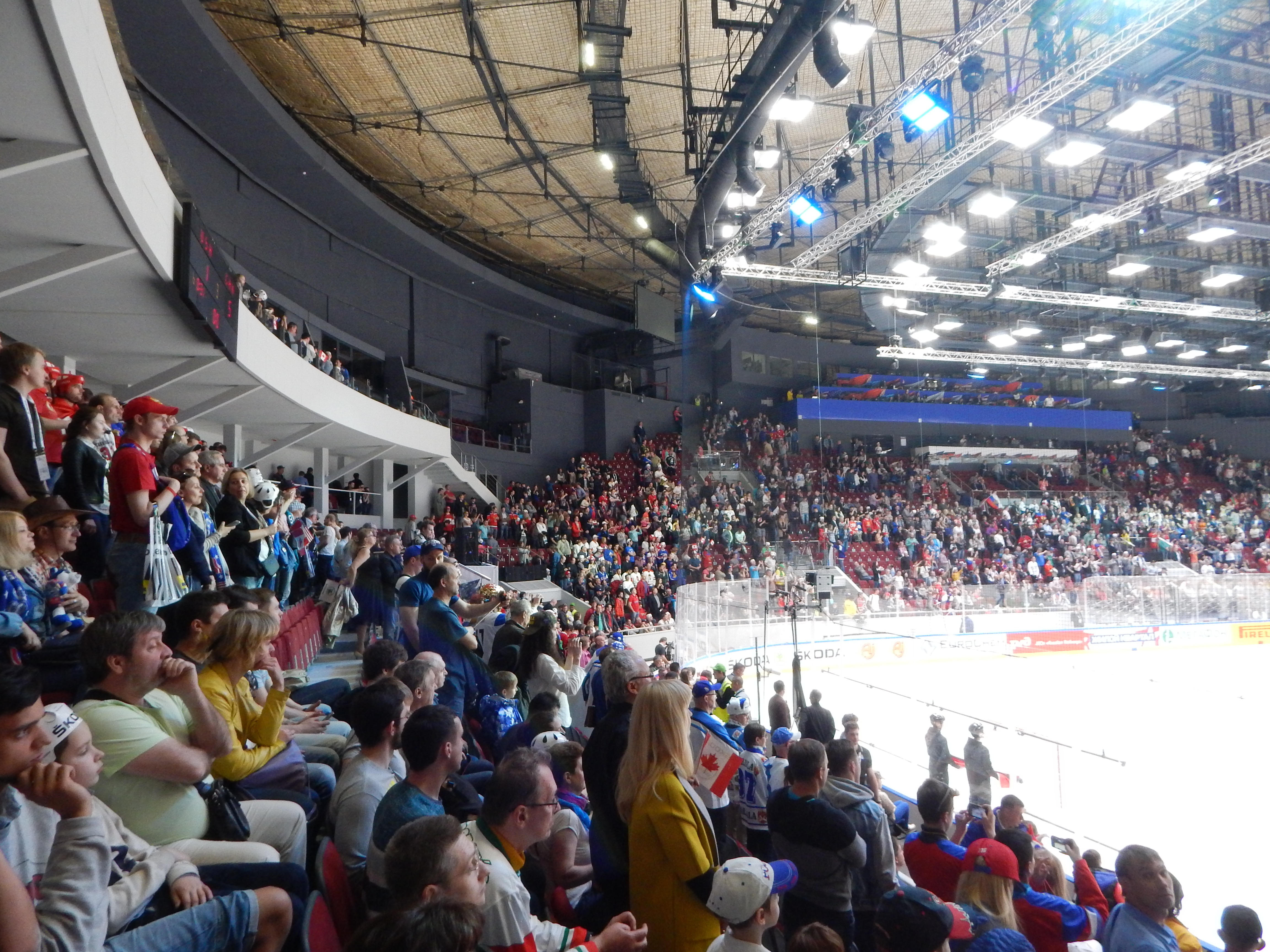
Las tribunas 8 y 9 del Palacio de Deportes Yubileyniy durante el partido inaugural del Campeonato Mundial de Hockey sobre Hielo de 2016.

El Palacio de Deportes Yubileyniy (en ruso: спортивный комплекс «Юбилейный», Sportivniy kompleks Yubileyniy; literalmente, «Palacio de Deportes del Jubileo») es un estadio cubierto situado en San Petersburgo (Rusia). Tiene capacidad para más de siete mil espectadores sentados en partidos de hockey sobre hielo y baloncesto.
Es accesible desde la estación Sportivnaya del Metro de San Petersburgo. El complejo fue completado en 1967 como regalo de la Federación de Sindicatos de la Unión Soviética a la ciudad de San Petersburgo en el 50.º aniversario de la instauración del régimen soviético. El palacio alberga una gran variedad de actividades, incluidas competiciones deportivas, convenciones, festivales y conciertos de música.

## Historia
El estadio fue inaugurado en 1967, y fue usado por el equipo de baloncesto del Spartak de San Petersburgo para jugar sus partidos locales, tanto del equipo masculino como del femenino. Desde 2007 hasta 2009 fue sometido a importantes renovaciones, ampliaciones y mejoras. Desde 2015 hasta 2016, el estadio fue renovado y actualizado de nuevo y fue una de las sedes del Campeonato Mundial de Hockey sobre Hielo de 2016. En los últimos años, el equipo de baloncesto del Zenit de San Petersburgo ha jugado sus partidos locales en el estadio.

## Club de Deportes del Jubileo
La pista de hielo del Palacio de Deportes Yubileyniy es la sede del Club de Deportes del Jubileo, un importante centro de entrenamiento de patinaje artístico sobre hielo, también conocido como SDUSHOR St. Petersburg (en ruso: СДЮШОР Санкт-Петербург). Durante la década de 1990, la pista tenía a menudo hielo de mala calidad y otros problemas, lo que impuso limitaciones en el tiempo de entrenamiento de los deportistas, incluso para el campeón olímpico de 1994, Alekséi Urmánov. Las condiciones mejoraron en la siguiente década. Entre los entrenadores del club cabe mencionar a Alekséi Míshin, Igor Moskvin, Oleg Tataurov, Tatiana Mishina y Tamara Moskvina, mientras que entre los patinadores que han entrenado allí se encuentran:
- Natalia Mishkutenok y Artur Dmitriev
- Oksana Kazakova y Artur Dmitriev
- Elena Bechke y Denis Petrov
- Elena Berezhnaya y Anton Sikharulidze
- Yuko Kavaguti y Alexandr Smirnov
- Alekséi Urmánov
- Alekséi Yagudin
- Yevgueni Pliúshchenko
- Artur Gachinski
- Yelizaveta Tuktamýsheva
- Maria Stavitskaia
- Alexandr Petrov
- Alekséi Krasnozhon
- Petr Gumennik